# Phaeoceros striatisporus
Phaeoceros striatisporus là một loài rêu trong họ Anthocerotaceae. Loài này được J. Haseg. mô tả khoa học đầu tiên năm 1994.